# فردی گیلروی
فردی گیلروی (انگلیسی: Freddie Gilroy; ۷ مارس ۱۹۳۶ – ۲۸ ژوئن ۲۰۱۶) بوکسور اهل جمهوری ایرلند بود.